# Toon Vranken
Anton Marie Alphons (Toon) Vranken (Utrecht, 19 augustus 1911 – Amsterdam, 6 januari 1977) was een (koor-)dirigent en musicograaf.

## Toon Vranken
Toon  Vranken is een telg uit de familie Vranken die vier generaties musici telt. Hij was zoon van Antoinetta Alida Gräve en musicus Alphons Vranken. Zus Mia Aleven-Vranken was muziekcriticus. Hijzelf trouwde in 1943 met Hendrika Johanna Hoedjes. Het echtpaar woonde jarenlang aan de Palestrinastraat 2, vernoemd naar componist Giovanni Pierluigi da Palestrina.
Volgens zijn militiekaart was hij na een gymnasium te hebben doorlopen student godgeleerdheid aan een kleinseminarie in de omgeving van Warmond, dat hem tot een geestelijk ambt zou moeten brengen. Hij kreeg diverse keren uitstel van zijn dienstplicht, maar werd uiteindelijk vrijgesteld.
Toon Vranken kreeg zijn eerste muziekopleiding van zijn vader, daarna volgden Sem Dresden en Albert Smijers. Hij ging rond 1937 aan de slag als organist van de Gerardus Majellakerk, Ambonplein, in Amsterdam, waar hij ook voor de kerk trouwde. In 1947 werd hij organist en koordirigent van de Sint-Jansbasiliek in Laren (Noord-Holland). Vanaf 1953 /1954 bekleedde hij dezelfde functies aan de Sint-Willibrorduskerk buiten de Veste, waarvan hij de sloop meemaakte. Zijn vrouw stond voor het jongenskoor (later omgedoopt tot Jeugdkoor Toon Vranken).
Als dirigent stond hij vanaf 1935 voor het door hemzelf opgerichte amateurkoor Collegium Musicus Amstelodamense (CMA), dat na de Tweede Wereldoorlog semi-beroeps werd. 
Daarnaast schreef hij vijfentwintig jaar lang muziekrecensies voor De Tijd en het Haarlems Dagblad, gaf muziekles aan scholen en schreef ook enkele koorwerken.
Hij overleed in het Binnengasthuis en werd vanuit de De Krijtberg begraven op Begraafplaats Buitenveldert

## Rie Vranken-Hoedjes
Zijn vrouw, Rie Vranken-Hoedjes (1909-2009) was ook actief musicus. Ze was sinds 1931 gediplomeerd onderwijzeres lagere school, maar gaf al vroeg leiding aan kinderkoren. Ze schreef zelf de tekst bij het kerstspel Met de herders naar het kribje van Louis Schwirtz, dat het in 1933 tot aan het Concertgebouw en KRO Radio bracht. Ook schreef ze tekst van De kleine piloot op muziek van Jac. Duijves en Mijn oma. Ze was bij de oprichting van het koor een van de sopranen. Ze nam daarbij in Amsterdam de leiding over het jongenskoor en verzorgde tot 1982 de zakelijke leiding van het CMA.